# Jacquie et Michel
Jacquie et Michel ist eine französische Marke, unter der schwerpunktmäßig Pornowebsites betrieben werden.

## Pornowebsites

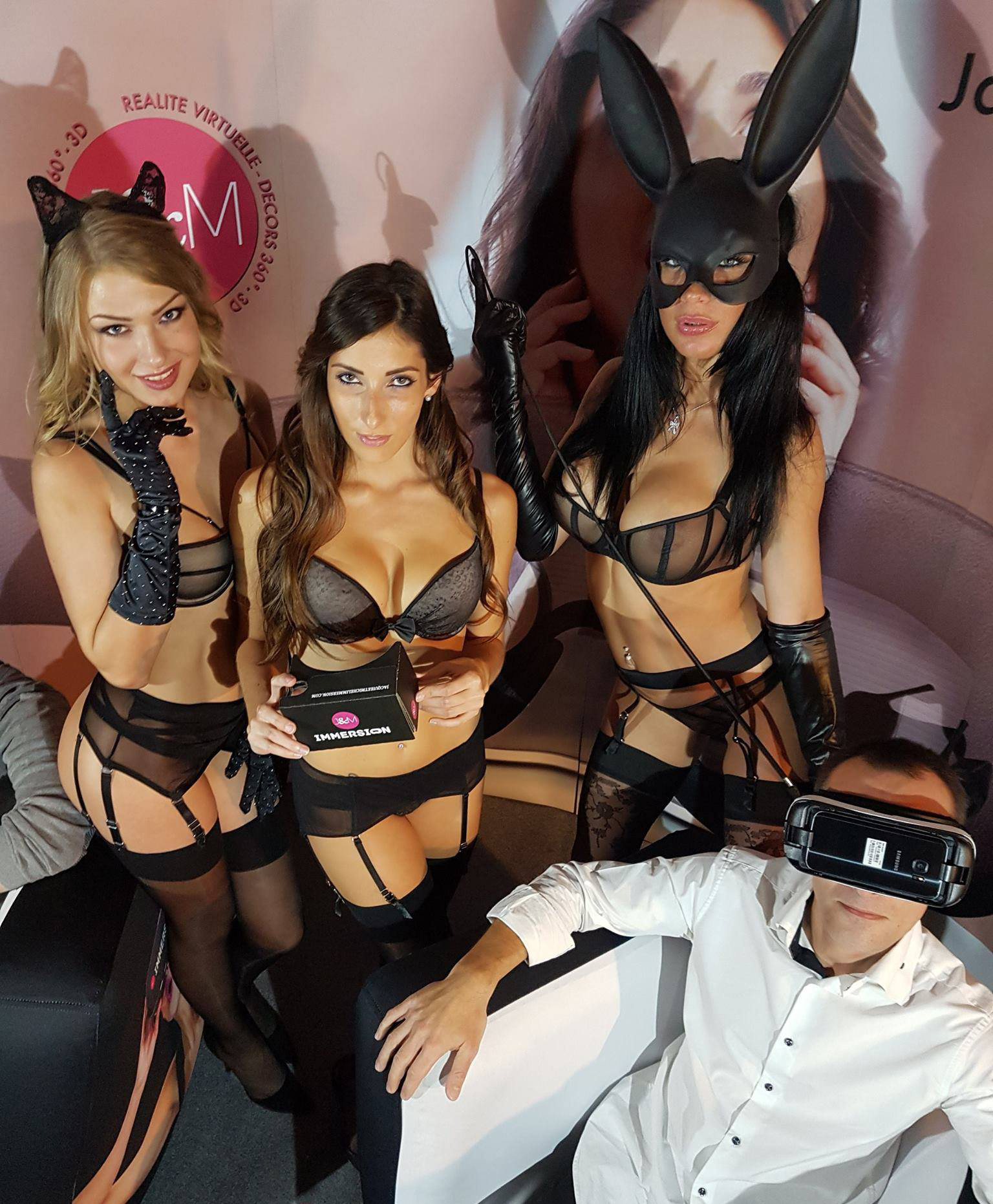
Jacquie et Michel IMMERSION auf einer Erotikmesse in Rouen

Die erste Pornowebsite von Jacquie et Michel enthielt erotische Fotos von Privatleuten. Sie wurde 1999 veröffentlicht.
Um 2007 wurde eine Website mit Pornofilmen gestartet. Die Filme zeigten Privatleute beim Sex, wobei Jacquie et Michel als Produzent und als Partnervermittlung fungierte. Üblicherweise riefen die Darsteller während des Sex den Slogan „Merci Jacquie et Michel“ in die Kamera.
Heute gibt es unter der Marke Jacquie et Michel mehr als zwanzig Pornowebsites. Die Bandbreite der Inhalte reicht von privaten Schnappschüssen bis zum Virtual-Reality-Porno. Zwei Drittel der gefilmten Personen sind mittlerweile bezahlte Darsteller. Die Filme werden überwiegend in Frankreich gedreht.
Zu den Pornowebsites zählen:
- Désinhibition
- Jacquie et Michel CAM
- Jacquie et Michel CONTACT
- Jacquie et Michel ELITE
- Jacquie et Michel IMMERSION
- Jacquie et Michel LIVE
- Jacquie et Michel NET
- Jacquie et Michel TV
- Jacquie et Michel TV2
- Jacquie et Michel VISIOCHAT
- Jacquie et Michel VISION
- La Vidéo du Jour
- PornEverest
- Pornovoisines
- Ton Porno du Jour
- Vos Femmes
- Voyeur France

## Auszeichnungen
Gewonnene Auszeichnungen
- 2020: XBIZ Award in der Kategorie Foreign Movie Release of the Year für The Heist[7]

Nominierungen
- 2017: AVN Award für Jacquie et Michel ELITE[8][9]

## Weitere Geschäftsfelder

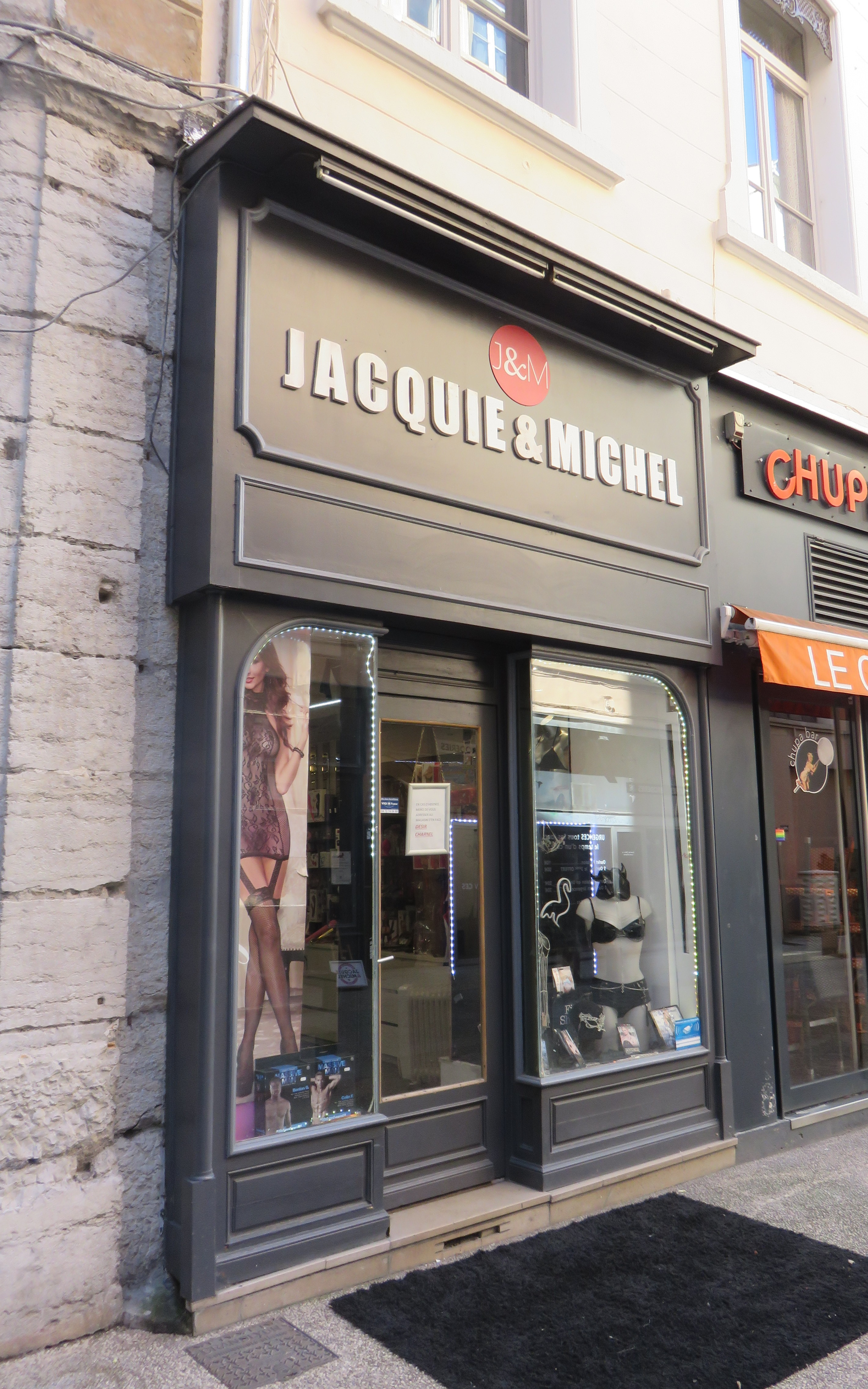
Sexshop von Jacquie et Michel in Lyon

Jacquie et Michel betreibt Sexshops in Paris, Marseille, Lyon, Saint-Étienne, Annecy, Mulhouse, Nancy und Fréjus. Es werden Erotik- und Merchandising-Produkte angeboten. Die Artikel können auch online bestellt werden.
Alle zwei Monate erscheint ein pornografisches Printmagazin, dem eine DVD beiliegt.
Unter dem Titel Jacquie et Michel TOUR können Veranstaltungen mit erotischem Unterhaltungsprogramm gebucht werden.
2015 brachte Jacquie et Michel ein eigenes, in Deutschland gebrautes Bier auf den Markt.

## Marketing
Immer wieder provoziert Jacquie et Michel kleinere Skandale, die von den Medien verbreitet werden.
Der Slogan „Merci Jacquie et Michel“ wird regelmäßig auch von Entertainern aufgegriffen. Sébastien Cauet verwendet den Slogan in seinem Programm. Michaël Youn und Les Enfoirés bezogen sich in Sketchen auf Jacquie et Michel.
In der Saison 2015/2016 sponserte Jacquie et Michel einen Fußballverein, im Jahr 2016 einen Rennfahrer.
2016 veröffentlichte Jacquie et Michel eine pornografische Parodie von Pokémon Go, die auf Facebook innerhalb von 48 Stunden mehr als eine Million Views erzielte.

## Kontroversen
Mehrere Darsteller berichteten von Erniedrigung, Gewalt und erzwungenen sexuellen Handlungen während der Dreharbeiten.